# بيت إيدس (إربد)
بيت ايدس قرية تقع داخل بلدية برقش التابعة لواء الكورة الواقعة في محافظة اربد في شمال الأردن ويبلغ إرتفاعها عن سطح البحر 680 م.
يبلغ عدد سكانها حوالي 19000 نسمة من عائلة المقدادي الذين ينتسبون إلى الصحابي المقداد بن عمرو. تضم هذه القرية عدد من المعالم الأثرية الرومانية مثل البركة الرومانية التي طمرت الآن وبقيت محافظة على اسمها، ووجود كنيستين تعودان للعصر الروماني بالإضافة إلى منطقة صير التي زارها المسيح. تعد أشجار الزيتون من أبرز أنواع الأشجار المزروعة إضافة للوزيات.
ويوجد فيها مسجد المقداد بن عمرو الذي يتميز بارتفاع مأذنته التي يبلغ ارتفاعها حوالي ال (50 م )
تطل القرية على الأغوار الشمالية وهي مجاورة لكفر عوان وكفرابيل من الجهة الجنوبية ومن الشمال كفر راكب ومن الجهة الغربية تتصل أراضي القرية مع الاغوار ومن الجهة الشرقية غابات برقش الحرجية وفي برقش الآن محمية للطيور البرية مثل الحجل والفزنت والشنار والزريقي والحمام البري وغيرها ومحمية احياء طبيعية مثل الغزلان والضباع وغيرها وتنتشر فيها الخنازير البرية.
في المنطقة الغربية للبلدة والتي يطلق عليها المواطنون الاصليون منطقة (العرقوب) تنتشر الأشجار البرية بأنواعها البلوط والملول واأيضا الأشجار المثمرة كاللوزيات والزيتون، جمال المنطقة يصل الذروة في فصل الربيع حيث يتشكل غطاء نباتي رائع من الازهار البرية كالدحنون الأحمر والأبيض والسوسنة السوداء والبسباس والسبت بألوانها الزاهية حيث تتشكل لوحة طبيعية تحتوي على ألوان ومناظر طبيعيه تتمثل في جمالها روعة خلقه سبحانه
تنتشر في العرقوب الأعشاب الطبية الكثيرة كالزعتر والميرمية وغيرها الكثير والتي تم عمل دراسات عليها من قبل خبراء محليين وأجانب.
بالنسبة للناحية التاريخية فبيت ايدس فيها آثار تعود إلى آلاف السنين، كالمعصرة الأثرية بالقرب من صير، وكهف السيد المسيح والذي كما ورد في أحد الكتب ان المسيح اختبئ فيه أربعين يوماً ووالكننيسة الأثرية والتي قيل عنها أنها من أقدم الكنائس في العالم، ولها أرضية فسيفسائية رائعة تم عمل ترميم لها من قبل وزارة السياحة والاثار.
يتميز سكان بيت إيدس بالبساطة، والكرم والسماحة والبشاشة فهم أهل الضيف، وتبلغ نسبة التعليم فيها أكثر من 90% أنهوا المرحلة الابتدائية، وأكثر من 40% انهوا التعليم الجامعي، وأكثر من 10% يحملون الشهادات الجامعية العليا من ماجستير ودكتوراة.
ويوجد في البلدة أربعة مدارس مدرسة البنين وتقع في بدايه القرية وتنقسم إلى ابتدائي وثانوي ومدرسة البنات الأساسية، وتقع في الجزء الجنوبي للقرية ومدرسة البنات الثانوية وتقع في الجزء الشرقي منها.

## صور

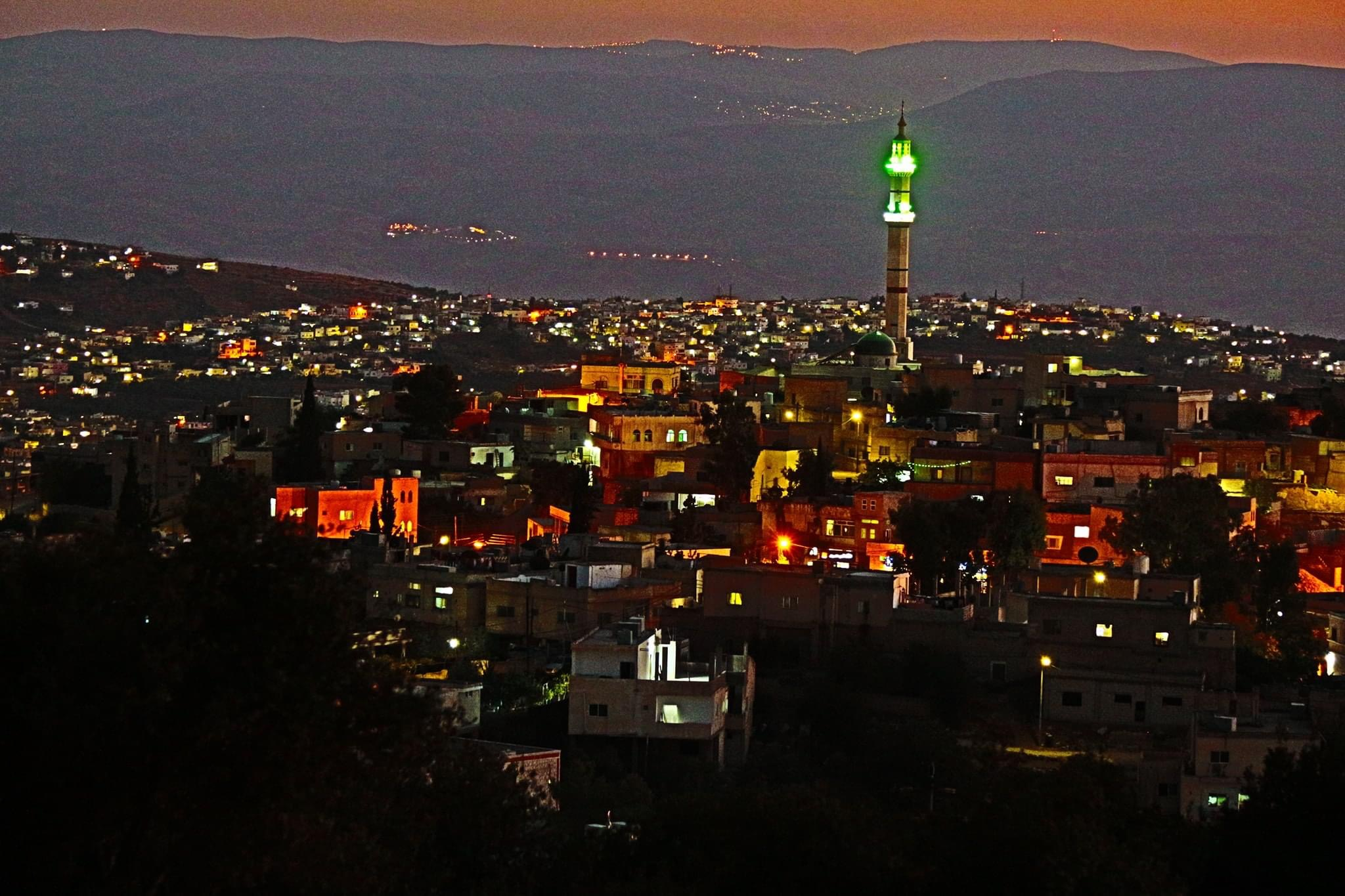
صوره قريه بيت إيدس

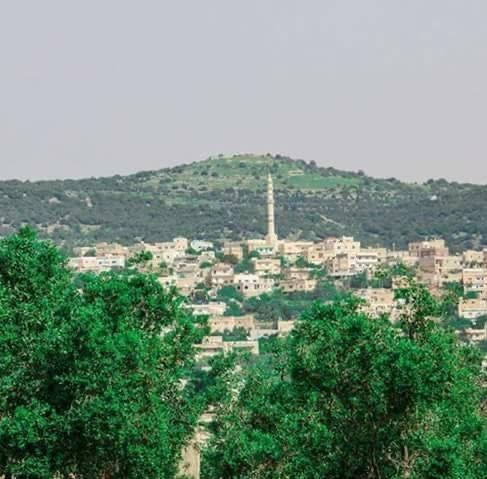
صوره لبيت إيدس

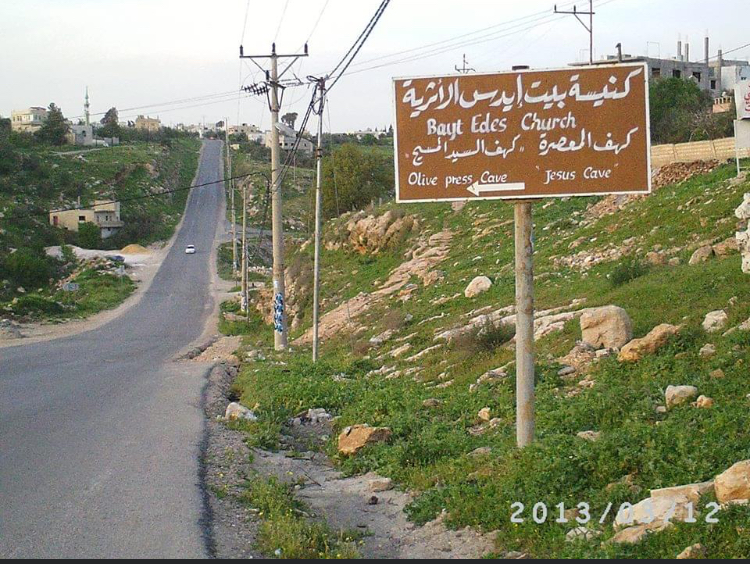
صوره بيت أيدس

## مشاهير
- محمد مقدادي - (1952) أستاذ جامعي وشاعر.

محمود مقدادي